# 生口
生口（せいこう）は、かつての中国や朝鮮半島における捕虜または奴隷。倭国では奴隷とは異なる身分呼称とされる。

## 概要
南朝宋から唐にかけての成立とされる『後漢書』、『三国志』の中の「魏書」（『魏志倭人伝』）、現在の中国吉林省に所在する広開土王碑などにみえる用語。
生口は「生きた口」と書き、元来は捕虜を意味する語であるため、捕虜を起源とする奴隷的身分であると考えられている。時代的に献上物が豊富ではなく、そのため生口を送ったと見る向きもある。ただし異論も多く、捕虜と関係ない奴隷とする説や、あえて中国へ献上されていることから、単なる捕虜・奴隷ではなく、捕魚者など何らかの技能を持った者とする説もある。さらに中国への留学生とする説もあった。魏志倭人伝の記述から、弥生時代後期に奴婢という奴隷階層がいたことが判っている。いずれもかつての中国から朝鮮半島で記述されたものであることから、生口が奴婢と全く別の存在なのか、重複するのかは論が分かれている。
- 『後漢書』- 107年（後漢永初元年）に当時の倭国王帥升らが後漢の安帝へ生口160人を献じている。
- 高句麗の広開土王碑 - 高句麗の広開土王碑に、396年、百済が高句麗に大敗したため生口を高句麗へ献じたことが見える。
- 高麗史 - 高麗史 （十六 世家巻第二十八 忠烈王一 忠烈王元年）（1274年）によれば、文永の役（1274年）で高麗に帰還した金方慶らは、日本人の子女を捕虜とし、高麗王と妃に生口として献上している。（侍中金方慶等還師、忽敦(忻都)以所俘童男女二百人献王及公主）

## 倭国の「生口」
奴婢とは異なる身分呼称であるとされる。
石沢澈は、林屋辰三郎が『後漢書』の記述を根拠に「奴隷を献上した」と解釈していることについて、生口が直ちに奴隷とは解しがたいとし、百済が博士や高僧を文化使節として派遣した際にも「わが朝廷に献上した」と表現されているため、「献上した」ということをもって、奴隷の献上とのみは考えられないと述べている。
- 『魏志倭人伝』-その後、倭王卑弥呼も239年（魏景初2年）に魏明帝へ男生口4人、女生口6人を、243年（魏正始4年）に魏少帝へ生口を献じ、その後継者の台与も248年に生口30人を魏へ献じている。